# The Golden Hoard; or, Buried Alive
The Golden Hoard; or, Buried Alive è un cortometraggio muto del 1913 diretto e interpretato da William Humphrey.

## Produzione
Il film fu prodotto dalla Vitagraph Company of America.

## Distribuzione
Distribuito dalla General Film Company, il film - un cortometraggio in due bobine - uscì nelle sale cinematografiche statunitensi il 4 aprile 1913.